# Jan Dobiáš (lékař)
Jan Dobiáš (22. listopadu 1914 Opatovice – 4. prosince 1990) byl český psychiatr. 
Narodil se v Opatovicích v rodině schwarzenberského šafáře. Maturoval s vyznamenáním na gymnáziu v Českých Budějovicích a v letech 1934–1939 vystudoval všeobecné lékařství na Lékařské fakultě Univerzity Karlovy. Jako lékař začal pracovat na infekčním oddělení na Bulovce. V roce 1955 ve svých 41 letech nastoupil na Psychiatrickou kliniku FVL UK a VFN, kterou vedl v letech 1970–1984. Ve funkci přednosty vystřídal Vladimíra Vondráčka.
V roce 1959 obhájil titul kandidáta věd (Problémy evoluční psychopatologie). Byl organizátorem, myslitelem a psychiatrem s erudicí ve všech oborech, a levicově orientován. Již na gymnáziu byl policejně vyšetřován pro politickou aktivitu, v roce 1938 vstoupil do Komunistické strany Československa.

## Ocenění
- Československý válečný kříž 1939[3]
- Pamětní odznak druhého národního odboje[3]
- vyznamenání Za zásluhy o výstavbu (1974)[4]
- Řád práce (1979)[3]